# Цифровая экспансия
«Цифрова́я экспа́нсия» — торговая марка компании ООО «Телесет Лтд», оператора сотовой связи стандарта GSM-1800 на территории Калининградской области, под которой он действовал в 2005—2009 годах (с 12 февраля 2010 года — «Tele2 Калининград»).

## Лицензии
Лицензии Министерства связи и информатизации РФ № 18501 от 21.06.2001 г. (услуги сотовой связи), № 26401 от 23.05.2003 г. (услуги телематической службы), № 28996 от 01.12.2003 г. (услуги передачи данных).

## История оператора
Предприниматель Сергей Широких владел ООО «Телесет Лтд» (образовано в 1996 году) и контрольным пакетом акций ЗАО «Экстел». «Экстел» предоставлял услуги сотовой связи стандарта GSM-900/1800, однако, располагал лицензией только на GSM-900 и имел договор с ООО «Телесет Лтд» об аренде его инфраструктуры и пропуск трафика (базовые станции «Телесет Лтд.» были включены в коммутатор «Экстела»). В декабре 2002 года 100 % акций «Экстел» за $25 млн приобрёл «ВымпелКом» (Билайн), а «Телесет Лтд.» остался принадлежать Сергею Широких. Однако «ВымпелКом» долго не мог получить частоты в диапазоне GSM-1800, и был вынужден в 2003—2004 году арендовать инфраструктуру у «Телесет Лтд.». Как только оператор решил эту проблему, договор на аутсорсинг был расторгнут, и Сергей Широких решил вывести «Телесет Лтд.» на рынок как самостоятельного игрока.
Сеть «Цифровая экспансия» была запущена в коммерческую эксплуатацию 15 декабря 2004 года. Изначально была сделана ставка на передовые на тот момент технологии: с первого дня действовала технология высокоскоростной передачи данных EDGE (второй российский оператор сотовой связи, запустивший данную технологию), 15 февраля 2005 года введена в коммерческую эксплуатацию услуга MMS. 14 марта 2005 года — была запущена сеть в городе Зеленоградске, 21 марта — введена в эксплуатацию услуга национального и международного роуминга. «Цифровая экспансия» с самого начала вела расчёты с абонентами в рублях, имела более низкие по сравнению с конкурентами тарифы.
Однако оператор не смог привлечь значительного количества абонентов: 29 апреля 2005 года — около 10000 абонентов; 20 сентября 2005 года — около 15000 абонентов; апрель 2006 года — более 20000 абонентов; ноябрь 2008 года — около 5000 абонентов.
27 ноября 2008 года Tele2 AB объявила о приобретении сети «Цифровая экспансия».
C 12 февраля 2010 года оператор стал работать под торговой маркой Tele2. С запуском под новым именем была значительно расширена территория покрытия сети, началось интенсивное усиление рыночных позиций в регионе.

## Торговая марка
Логотип оператора, под которым он работал, был разработан студией дизайна «Open! Design & Concepts». Бренд «Цифровая экспансия» и логотип являются зарегистрированными товарными знаками.